# René Alejandro Pontoni
René Alejandro Pontoni (Santa Fe (Argentina), 18 de maig de 1920 - Santa Fe, 14 de maig de 1983) fou un futbolista argentí de la dècada de 1940.

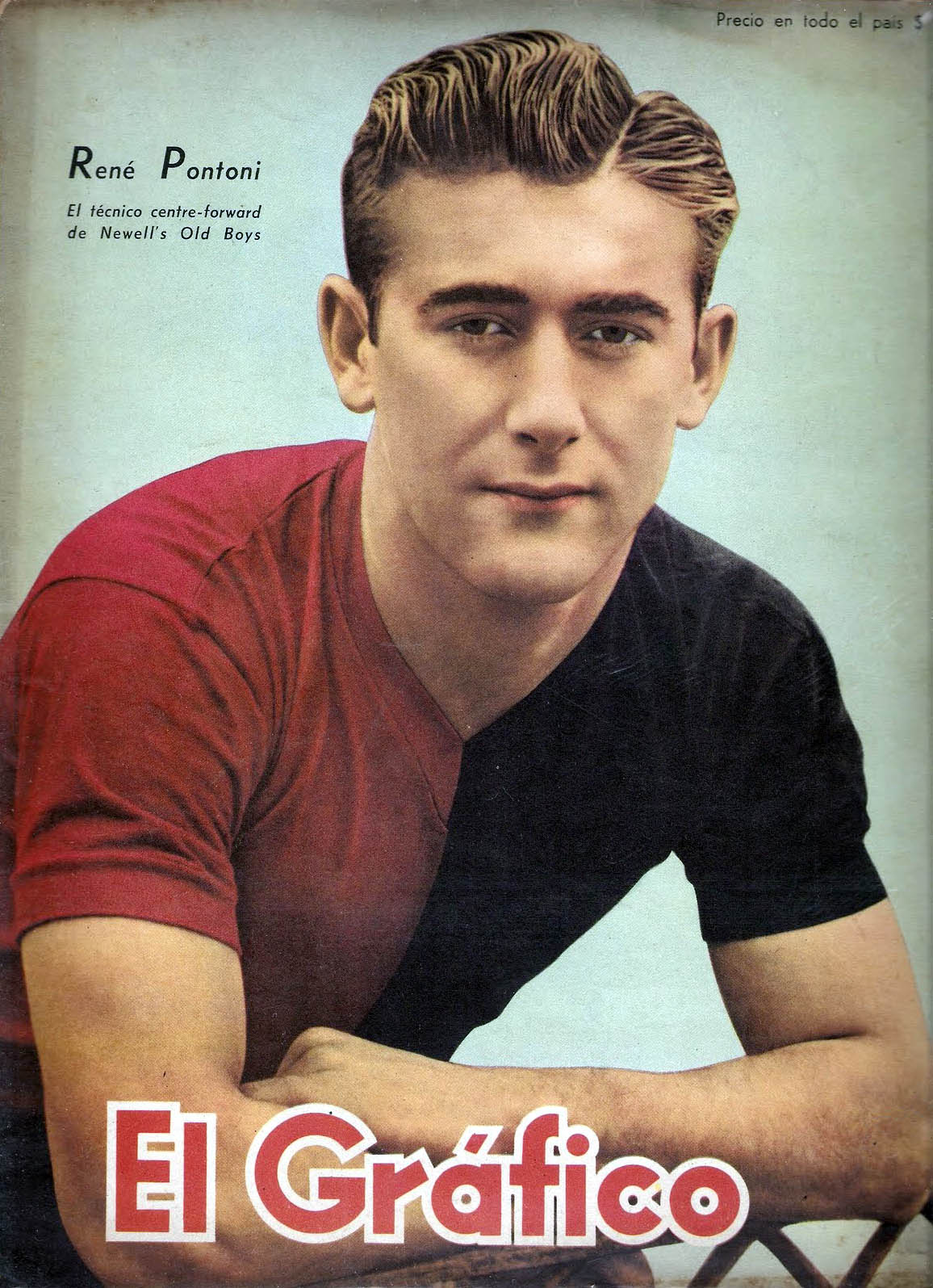
Pontoni a Newell's.

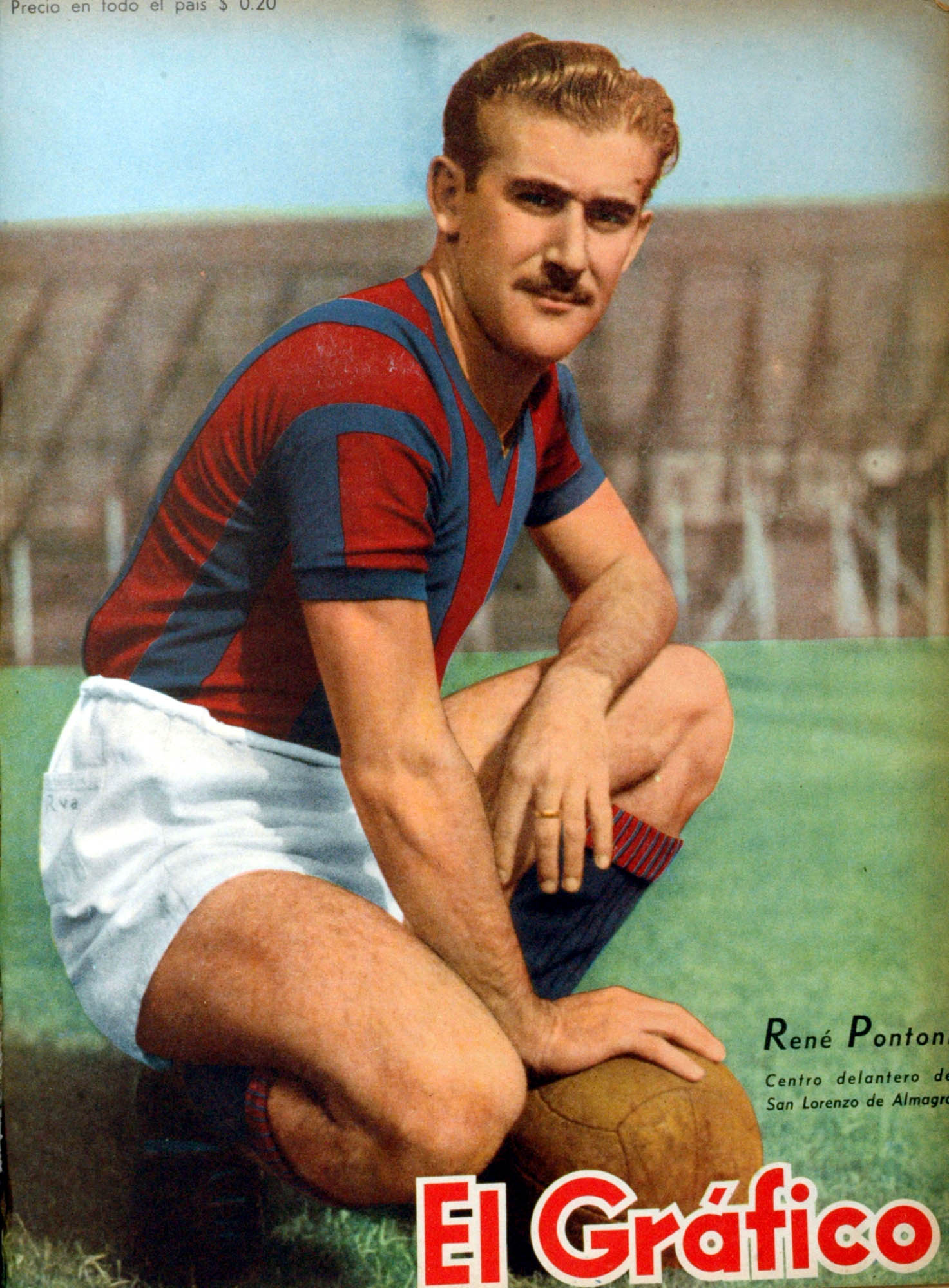
Pontoni a San Lorenzo.

Va jugar a clubs de l'Argentina, Colòmbia i Brasil, destacant a Newell's Old Boys, San Lorenzo, Independiente Santa Fe i Portuguesa.
Fou internacional amb l'Argentina, amb qui disputà 19 partits i guanyà tres copes Amèrica, els anys 1945, 1946 i 1947.

## Palmarès
Argentina
- Copa Amèrica de futbol:
  - 1945, 1946, 1947

San Lorenzo
- Lliga argentina de futbol:
  - 1946